# Kastrup Strandpark
Kastrup Strandpark er en strandpark beliggende på østkysten af Amager. Den er beliggende mellem den større Amager Strandpark mod nord og Den Blå Planet og Scanport-området mod syd.
Parken blev etableret på inddæmmede arealer i forbindelse med opførelsen af den nye Kastrup Marina. Projektet blev tegnet af Friis & Moltke i samarbejde med landskabsarkitekt Erik Mygind.

## Kastrup Søbad
Kastrup Søbad blev bygget i 2004-05 og blev tegnet af White Architects. Det består af en hovedbygning på vandet, kaldet Sneglen, en nyanlagt strand og en servicebygning indeholdende toiletter og et omklædningsrum for handikappede. I 2009 modtog det en bronze-medalje fra den olympiske komité i kategorien svømmefaciliteter.

## Skulpturer
Der er to skulpturer i parken. En unavngiven skulptur af Søren Georg Jensen, der blev doneret af Louisiana Museum for Moderne Kunst i 1981. Jørgen Haugen Sørensens granitskulptur Kolossen er en donation fra Ny Carlsbergfondet. Det er 7,2 meter høj og vejer 69 tons.